# 크로이츠링겐 하펜역
크로이츠링겐 하펜역(Bahnhof Kreuzlingen Hafen)은 스위스 투르가우주의 크로이츠링겐에 있는 기차역이다. 호수선의 중간 정류장이며, 지역 열차만 운행한다. 크로이츠링겐 시정촌 내의 4개 역 중 하나이다.

## 운행편
크로이츠링겐 하펜은 장크트갈렌 S-반의 S1 및 RE에서 운행된다.
- 레기오익스프레스 : 콘스탄츠와 헤리자우 사이를 매시간 운행
- 장크트갈렌 S-반 S1 : 장크트갈렌을 통해 샤프하우젠과 빌 사이를 30분 간격으로 운행